# 중성자
중성자(中性子, neutron)는 원자핵을 구성하는 것 중 전하(電荷 : 물체가 띠고 있는 정전기의 양)가 없는, 양성자보다 약간 무거운 핵자다. 양성자와 함께 원자핵을 이룬다. 한 개의 위 쿼크, 두 개의 아래 쿼크로 이루어져 있다. 제임스 채드윅이 발견하였다. 자유 상태에서는 불안정하고, 반감기는 614초(10분 14초)다. 그러나 원자핵 안에 갇히면 안정하다.
중성자는 아원자 강입자(subatomic hadron)로써 n이라고 표시한다. 전하는 없으며 질량은 양성자보다 조금 크다. 경수소를 제외한 다른 원자'의 원자핵은 양성자와 중성자로 이루어져 있으며 이 둘을 합쳐 핵자라 부른다. 원자핵을 이루고 있는 양성자의 개수를 원자 번호라 하며 이는 원소의 종류를 결정한다. 중성자는 핵력을 통해 양성자와 묶여 원자핵을 이룰 수 있으며 양성자들 끼리만 모여있으면, 서로 같은 전하를 띠고 있어 반발한다(diproton 참조). 이 때 양성자들을 반발시키는 전자기력이 핵력의 인력보다 강하기 때문에 양성자만으로는 원자핵을 이룰 수 없다. 중성자의 수는 물질의 동위 원소를 결정한다. 예를 들면, 탄소의 대다수를 차지하는 탄소-12는 6개의 양성자와 6개의 중성자를 가지고 있는 반면 그 수가 매우 적은 탄소-14는 6개의 양성자와 8개의 중성자를 가지고 있다.
묶인 중성자(bound neutron)은 안정한 반면(핵종에 따라 다름) 자유 중성자는 불안정하다. 자유중성자는 베타 붕괴를 일으키며 평균 수명이 약 881.5초이다. 자유 중성자는 핵분열이나 핵융합 반응에서 만들어진다. 중성자 발생 장치나 연구용 원자로가 중성자 생성 전용 중성자원으로 쓰이고 파쇄원은 조사(irradiation)나 중성자 산란 실험에 쓰인다. 자유 중성자가 화학 원소는 아니지만, 가끔 핵종 테이블에 포함되기도 한다.
중성자는 원자력 발전에 가장 중요한 요소이다. 중성자는 1932년에 발견되었고 1933년에는 핵의 핵 연쇄 반응을 조절할 수 있다는 게 밝혀졌다. 1930년대, 중성자는 여러 종류의 핵 변환(nuclear transmutation)을 만들기 위해 쓰였다. 1938년 핵분열 현상이 발견되었을 때, 핵분열에서 중성자가 만들어진다면, 이 때 만들어진 중성자가 연쇄 반응을 가능하게 만든다는 사실이 밝혀졌다. 이는 1939년 원자력 에너지 생산으로 증명되었다.
이는 세계 최초 자동 핵 연쇄반응인 시카고 파일(Chicago Pile-1, 1942년)과 핵무기의 생산을 이끌어냈다.

## 발견
1920년, 어니스트 러더퍼드는 중성자 존재의 가능성을 인지했다. 러더퍼드는 어떤 원자의 원자번호와 질량 차이가 원자핵 안에 위치한, 중성적으로 하전된 입자에 의해 설명될 수 있다고 생각했다. 그는 중성자를, '전자와 양성자가 동시에 존재하는 것'으로 생각했다.
1920년대 물리학자들은 원자핵이 양성자와 전자로 이루어졌다는 모델을 받아들이고 있었다. 원자핵이 모두 양성자로만 이루어졌다고 가정했을 때 실제 원자는 그 반의 전하만 띠고 있다. 이는 "핵전자"의 존재로 설명되었는데 이 "핵전자"는 양성자의 전하를 상쇄시킨다. 14의 질소는 14개의 양성자와 7개의 전자로 이루어져 있으며 따라서 +7의 전하와 14의 원자량을 가진다고 생각했다(이는 현대에 와서 잘못된 모델로 판명된다.).
양자역학에서는, 어느 정도의 에너지를 갖고있으면서 전자처럼 가벼운 입자는 원자핵의 좁은 공간에 위치될 수 없다고 한다. 1930년 소련의 Viktor AMbartsumian과 Dmitri Ivanenko는, 핵은 양성자와 전자로 이루어질 수 없다는 사실을 발견했는데, 이는 그 시절 상식과 상반된다. 그들은 양성자 옆에 어떤 중성적 입자가 있어야 함을 입증했다.
1931년, 발터 보테와 Herbert Becker는 독일에서 다음과 같은 발견을 했다. 높은 에너지를 가진 알파 입자가 베릴륨, 붕소, 리튬 같이 가벼운 물질에 부딪치면 보통은 잘 생기지 않는 투과성 방사선이 생긴다는 것이다. 처음엔 이 방사선을 감마선이라고 생각했지만 기존에 있던 어떤 감마선보다 투과성이 좋았으며, 이 방사선을 감마선이라고 가정하고 실험을 하면, 제대로 실험의 결과를 해석할 수 없었다. 그 이듬해 이렌 졸리오퀴리와 남편 프레데리크 졸리오퀴리가 파리에서 해당 분야에 중요한 기여를 하였다. 이 방사선이 파라핀 혹은 기타 수소를 포함한 화합물과 부딪치면 매우 높은 에너지를 가진 양성자가 튀어나온다는 것이다. 이를 통해 보일 수 있는 사실은 다음과 같다. 이 방사선을 감마선으로 가정했을 때, 그 기본 성질과 모순될 뿐 아니라(감마선이 물질과 반응 할 때는 광전효과, 쌍생성(Pair production), 콤프턴 산란을 일으키며, 이 셋 중 어느것도 양성자를 나오게 할 수 없다) 이러한 가정을 하고 자세한 양적 해석을 하려면 점점 더 어려워진다.
1932년, 제임스 채드윅는 케임브리지 대학교에서 감마선 가정이 틀렸음을 보여주는 실험을 하였다. 그는 알파입자가 가벼운 물질에 부딪혀 생기는 방사선이 전하를 거의 띠지 않으며 질량은 양성자와 거의 비슷하다고 주장했고 실험으로 그 사실을 증명하였다. 이 방사선을 중성자(neutron)라고 불렀고 그 이름은 라틴어에서 나온 neutral과 그리스어 접미사 -on을 합친것이다.

### 원자핵 양성자-중성자 모델
채드윅의 발견과 양성자-전자 모델,의 문제를 인지한 후, 사람들은 원자핵이 양성자와 중성자로 이루어졌다고 생각하게 되었다.
특히, 이질소(N2)의 분자 분광학에서 짝수 회전준위(even rotational levels)에 의한 전이(transition)가 홀수(odd)에 의한 것보다 잘 일어났다. 이는 짝수 회전준위가 더 우세함을 뜻한다. 양자역학과 파울리 배타 원리에 따르면 상기 현상은 N-14 핵의 스핀이 ħ(플랑크 상수를 2π로 나눈 것)의 정수배임을 뜻한다. 양성자와 전자는 각각 스핀 1⁄2 ħ(+혹은 -)을 갖는다. 양성자-전자 모델에서 N-14는 양성자 14개, 전자 7개를 가지고 있어야한다. 하지만 이 21개의 ±1⁄2 ħ로는 ħ의 정수배를 만들 수 없으므로 양성자-전자 모델은 앞서 기술된 분광학 현상에 위배된다.
그렇지만 양성자-중성자 모델은 이 현상을 설명할 수 있다. 페르미의 베타 붕괴 이론(theory of beta-decay)에서, 각운동량 보존법칙을 만족하기 위하여 중성자 또한 스핀이 ±1⁄2 ħ가 되어야한다. N-14의 핵이 중성자와 양성자 3쌍으로 이루어졌다고 생각하면 양성자-중성자 모델로 정수배 ħ가 설명 가능해진다. 머지 않아, 다른 여런 핵종들의 스핀 차이도 이와 같은 방식으로 설명 될 수 있었고, 따라서 중성자는 원자핵의 기본적인 구성물로 받아들여지게 되었다.

## 이용
중성자는 핵반응에서 중요한 역할을 한다. 예를 들면, 중성자 포획(neutron capture)은 중성자 활성화(neutron activation)를 일으키고 결과적으로 방사능을 띠게 된다. 특히, 중성자는 원자로와 핵무기 분야에서 중요하다. 우라늄-235나 플루토늄-239 등의 핵분열성(fissile) 물질은 중성자를 흡수하며 핵분열을 일으킨다.
cold, thermal, hot neutron에 속하는 중성자는 보통 중성자 산란 설비에 쓰이는데, 이는 엑스선과 같이 응집물질(condensed matter)을 분석하는데 쓰인다.
"중성자 렌즈"에 대한 연구도 진행 중인데, 속이 빈 유리 모세관 내부 전반사를 이용하거나, 딤플형 알루미늄판의 반사를 이용하여 중성자 현미경 사용과 중성자/감마선 단층촬영(tomography)을 할 수 있다.
중성자는 주로 물질에서 즉발(prompt) 혹은 지발(delayed) 감마선을 만들기 위해 쓰인다. 이는 NAA(neutron activation analysis)와 PGNAA(Prompt-gamma neutron activation analysis)의 기본이 된다. NAA는 원자로에서 작은 표본 물질을 분석하는 데 제일 많이 쓰이는 방법이다. 반면 PGNAA는 시추공 근처 지하에서 나온 바위나 산업용 대형 물질을 분석하는 데 가장 많이 쓰이는 방법이다.
중성자의 또 다른 이용처로는 작은 핵의 검출이다. 특히 물 분자에서 수소를 찾는 데 쓰인다. 고속중성자가 가벼운 핵에 충돌하면, 자신이 가진 에너지의 상당부분을 잃는다. 수소에 충돌한 후 속도가 줄어든 중성자가 중성자 수분 측정기(neutron probe)로 돌아온 것을 측정하면 토양 속 수분을 함량을 알아낼 수 있다.

## 중성자와 물질의 반응
중성자는 물질과 충돌하여 몇 가지 반응을 일으킨다. 크게 두가지로 나누자면 산란(scattering)과 흡수(absorption)이다. 산란은 탄성산란(elastic scattering)과 비탄성 산란(inelastic scattering)으로 나뉜다. 흡수는 하전입자 반응(charged particle reactions), 중성자 생성 반응(neutron-producing reactions), 분열(fission), 방사성 포획(radiative capture) 등으로 나뉜다.

## 에너지에 따른 중성자 분포
- 고속중성자(fast neutron)
- 저속중성자(slow neutron): 0.4eV보다 작은 운동에너지
- epithermal neutron: 1eV ~ 10keV
- hot neutron: 0.2 eV
- 열중성자(thermal neutron): 0.025eV
- 냉중성자(cold neutron): 5 × 10−5 ~ 0.025eV
- very cold neutron: 3 × 10−7 ~ 5 × 10−5eV
- ultra cold neutron: 3 × 10−7eV보다 작은 에너지

## 중성자를 생산하는 세계적인 원자로
- 대한민국 -한국원자력연구원 하나로 30MW, 100MW(개발됨)
- 일본 -일본원자력연구기구 JRR-3M과 J-PARC
- 미국 - NIST NBSR, ORNL HFIR & SNS, LANL
- 프랑스 - ILL
- 독일 - HMI의 BER, FRM-II

## 같이 보기
중성자와 이름이 유사한 입자가 여럿 있지만, 관계 없는 입자다.
- 중간자
- 중성미자는 이름은 비슷하지만 이는 렙톤에 속한다.
- 초대칭 입자 중의 하나인 뉴트랄리노도 이름은 비슷하지만 다른 성질을 가지고 있는 입자이다.
- 중성자별